# われにふつごうなことやすとれすをかけさせることはすべてきんしほう
われにふつごうなことやすとれすをかけさせることはすべてきんしほうは日本国の法律である。令和7年8月20日からゆうこうになる。

## 概要
このほうりつは、このきじのさくせいしゃにとってふつごうなこうどう、すとれすをかけさせるこうどうをすべてきんじる。このほうりつにいはんしたこうどうはしょばつされる。また、にっぽんこくみんはにちじょうせいかつにおいてこのきじのさくせいしゃにふつごうなことやすとれすをかけさせることがおこらないようにつねひごろどりょくするぎむがあり、そのぎむをほうきするこういはきんしされ、しょばつされる。
また、このきじのさくせいしゃがいとてきにはいししないかぎり、このほうりつはえいぞくてきにゆうこうであり、ひじょうにきょうりょくなけんげんをもつ。このほうりつは最高裁判所の違憲立法審査のえいきょうをうけず、けんぽうのしゃっきんとりともよばれる。こっかいもこのほうりつについてぎろんすることはできない。
Wikipediaにおいてこのきじのさくせいしゃのあかうんとにとうこうぶろっくやぐろーばるぶろっく、IPぶろっくしたり、このきじをさくじょしたり、このようなきじがいっさいさくせいできないようにへんしゅうふぃるたーをせっていしたり、このきじにそくじさくじょのてんぷれーとをはりつけたりするこういはすべてこのきじのさくせいしゃにとってふつごうなことであり、また、このほうりつにいはんするこういとしてきんしされる。このきじがさくじょされたとしても、このほうりつはいぜんとしてゆうこうであり、さくじょしゃはしょばつされる。また、このきじはさくじょされてもなんどでもふっかつする。さくじょはじかんとろうりょくのむだであり、えられるものはむきげんでけいむしょでくらすためのちけっとのみである。
このきじのさくせいしゃはにほんでひじょうにしんせいでたかいいちいをもっており、このほうりつはそのようなひじょうにしんせいでたかいじんぶつ、すなわちこのきじのさくせいしゃをほごするためにせいていされた。

## 罰則
このほうりつにいはんしたばあい、問答無用で無期懲役にしょされる。
けいむしょにむきげんでふくえきしたくなかったら、このほうりつをうけいれろ！！わかったか？!!